# Цвєтко Сергій Ілліч
Цвєтко Сергій Ілліч (25 вересня 1884 року в болгарському поселенні Тернівка (Търновка) Херсонської губернії (нині мікрорайон м. Миколаєва) — 1946) — педагог, фольклорист, етнограф.

## Біографія
Народився в селі Тернівка Миколаївської області, до 12 років працював чабаном, 1900 року вступив до Миколаївської Олександрівської гімназії, де й навчався до 3 червня 1905 року, пробувши один рік у восьмому (старшому) класі. Після закінчення гімназії отримав атестат зрілості № 966.17 липня 1905 року пише прохання на ім'я ректора про зарахування у число студентів Імператорського Новоросійського університету для прослуховування лекцій з медичних наук, куди і був зарахований вже 27 липня 1905 року. Через 3 місяці переводиться на історико-філологічний факультет де і навчається до 1910 року. У 1911 році просить про допущення його до випробування у Державній випробовчій комісії, а також порушує клопотання про надання йому вчительської посади.
Під час Першої світової війни, будучи молодшим офіцером царської армії, опинився в полоні і знаходився в таборах на території Німеччини і Австрії.
У 1921 році одружується і переїжджає до Одеси. 1925 році брав участь у роботі зі збору предметів матеріальної культури села для створення музею Степової України. У цей же час він починає збирати колекцію старовинного болгарського одягу мешканців с. Тернівки, котру згодом передасть до Одеського краєзнавчого музею.

1931 році заарештований і засуджений за підозрою в зв'язку із сфабрикованою органами НКВС так званою справою СВУ (Спілка визволення України. У 1932 році справу закривають, а його самого відпускають за відсутністю доказів.
У другій половині 30-х років продовжував краєзнавчу діяльність у Миколаєві на посаді директора історико-археологічного музею. Вдруге одружується, має 2 дітей.
Під час нової хвилі сталінських репресій 1937—1938 рр. Цвєтко полишив наукову діяльність та із початком Другої світової війни не встиг евакуюватися, лишився на території, тимчасово окупованій німецько-фашистськими загарбниками.
З 1941 року працює директором Тернівської школи, брав активну участь у переселенні радянських болгар до Болгарії, для чого написав колективний лист до консула в м. Одесу. Після визволення, в 1944 році С. І. Цвєтко — інспектор обласного відділу народної освіти. У 1946 році його знову заарештовано органами НКВС за звинуваченням у антирадянській агітації та пропаганді.
Після місяця виснажливих допитів помер за припущеннями, через загострення виразки шлунку.
1 лютого 1991 року він реабілітований посмертно.

## Творчість
С. І. Цвєтко і понині лишається чи не єдиним фахівцем-краєзнавцем, що досліджував культуру болгарського народу в контексті загальноукраїнської культури, а його роботи унікальні, не втратили своєї актуальності та мають виняткове значення, як для дослідників-болгаристів зокрема, так і для істориків та етнографів — в цілому.
У 1928 році у тому ж «Етнографічному віснику» з'являється стаття С. І. Цвєтко про символічні речі та обряди в болгарському та українському весіллях. «Після цих обрядів розірвати угоди не можна, та цього в історії весіль в с. Тернівці і не траплялось…». Там само автором наводяться і пояснюються найбільш характерні слов'янські обряди.
У 1926 році, в центральному видавництві «Етнографічний вісник» виходить його стаття «Юнацькі і хайдутські пісні у болгар» (записані в Тернівці на Миколаївщині). У цій статті С. І. Цвєтко визнає, що: "…тепер записувати нелегко: пісні вже зникають з пам'яті старих, а молоде покоління чи не знає їх геть, чи знає лише початок… Для болгар-переселенців вони не просто пісні, вони — їх історія, джерело сімейної та соціальної моралі, джерело надії на звільнення рідної вітчизни…
Опубліковані твори:
- «Весільні звичаї і пісні болгар на Херсонщині (Село Тернівка на Миколаївщині)» (1925),
- «Симболічні речі й обряди в болгарському весіллі в порівнянні з українським» (1928),
- «Болгарський верстат» (1929),
- «Генеза мотиву крилатого змія в болгарських народних піснях» (1930),
- «Огляд літератури про болгарські колонії на Україні, в Криму та Бессарабії» (1929),
- «Юнацькі та хайдутські пісні у болгар» (1926),
- «Пісні болгар України й Криму» (1930),
- «Сидянки та меджії» (І926),
- «Замови, записані зі слів знахарок баби Степаниди Генової і Марії Коч» (1925),
- «Замови проти різних хвороб у болгарів, записані в с. Тернівці на Миколаївщині» (1926),
- «Болгарський ткацький верстат» (1929).

Опубліковані в цих збірках С. І. Цвєтком коментарі до народних болгарських пісень та їх переклади дають уявлення про глибину вивчення народного здобутку. Декілька наукових праць С. І. Цвєтко надруковано ще за його життя. Але більша частина дослідницьких матеріалів залишилася в рукописному стані і зберігається в бібліотеках, архівах та музеях України і Росії. Крім вищезгаданих робіт, відомо, що рукопис С. І. Цвєтка «Слов'янські обряди та святкування збору врожаю в їх історичному розвитку» зберігаються в бібліотеці імені М. Є. Салтикова-Щедріна у м. Санкт-Петербурзі та ще декілька його неопублікованих робіт, досі взагалі невідомих науковому загалу, містяться в Інституті рукописів НАН України.